# HD 102117
Désignations
HD 102117 ou Uklun est une étoile naine (classe de luminosité V) jaune (classe spectrale G6) située à une distance d'environ 39,6 pc (∼129 al) du Soleil, dans de la constellation australe du Centaure. De magnitude apparente 7,45 dans le spectre visible, elle n'est pas observable à l'œil nu.
D'une masse comparable à celle du Soleil (1.03 ± 0.05 M☉), elle est l'objet primaire d'un système planétaire dont l'unique objet secondaire connu à ce jour (mai 2015) est HD 102117 b, une planète confirmée, également nommée Leklsullun. Celle-ci a été détectée par HARPS, le spectrographe-échelle équipant le télescope de 3,6 mètres de l'Observatoire européen austral à La Silla au Chili. Sa découverte a été annoncée le 8 février 2005 à Aspen. Elle a été découverte indépendamment, en 2004, par l'Anglo-Australian Planet Search.

#### Étoile HD 102117
- (en) HD 102117 sur la base de données NASA Exoplanet Archive du NASA Exoplanet Science Institute
- (en) HD 102117 sur la base de données Simbad du Centre de données astronomiques de Strasbourg.

#### Planète HD 102117 b
- (en) HD 102117 b sur la base de données Exoplanet Data Explorer
- (en) HD 102117 b sur L'Encyclopédie des planètes extrasolaires de l'Observatoire de Paris.
- (en) HD 102117 b sur la base de données NASA Exoplanet Archive du NASA Exoplanet Science Institute
- (en) HD 102117b sur la base de données Simbad du Centre de données astronomiques de Strasbourg.